# Саламбеков Борис Костянтинович
Борис Костянтинович Саламбеков (25 грудня 1907, місто Тифліс, тепер Тбілісі, Грузія — 1 липня 1978, місто Москва, тепер Російська Федерація) — радянський державний діяч, залізничник, начальник залізниць. Депутат Верховної ради СРСР 2-го скликання. Герой Соціалістичної Праці (5.11.1943).

## Життєпис
Народився в родині службовця. У 1923—1924 роках — посильний фінансової інспекції Народного комісаріату фінансів Грузинської РСР. З 1924 року працював рахівником у Єдиному робітничому кооперативі в Тифлісі.
У 1926 році закінчив вечірній промислово-економічний технікум у Тифлісі, також закінчив робітничий факультет.
З 1926 року працював на залізничному транспорті: слюсар паровозного депо станції Тифліс, помічник машиніста і машиніст Тифліського паровозного депо.
У 1930—1935 роках — студент Ленінградського інституту інженерів залізничного транспорту імені Рудзутака, здобув спеціальність інженера-механіка паровозного господарства.
У 1935—1937 роках — інженер технічного бюро, майстер, заступник начальника депо станції Ленінград-пасажирський-Московський Жовтневої залізниці.
У 1937—1939 роках — начальник депо станції Ленінград-пасажирський-Московський Жовтневої залізниці.
Член ВКП(б) з 1939 року.
З травня 1939 по березень 1942 року — заступник начальника Жовтневої залізниці в місті Ленінграді.
У березні 1942 — червні 1946 року — начальник Жовтневої залізниці.
У 1942 році відзначився при будівництві залізничних гілок до портів на Ладозі (на «Великої землі») і від ладозького берега до оточеного Ленінграда всередині кільця оточення. Коли в січні 1943 року було деблоковано Ленінград і вузьким коридором на південь від Ладозького озера поспішно прокладено нову залізничну лінію, Борис Саламбеков особисто організовував нею рух поїздів.
Указом Президії Верховної Ради СРСР від 5 листопада 1943 року «за особливі заслуги у справі забезпечення перевезень для фронту та народного господарства та видатні досягнення у відновленні залізничного господарства у важких умовах воєнного часу» Саламбекову Борису Костянтиновичу було присвоєно звання Героя Соціалістичної Праці з врученням ордена Леніна та золотої медалі «Серп та Молот».
Також у роки німецько-радянської війни був уповноваженим Народного комісара шляхів сполучення СРСР із забезпечення просування поїздів на Московсько-Київській, Південній та Південно-Західній залізницях, організації вивантаження та зворотного руху порожняка.
У червні 1946 — листопаді 1947 року — начальник Північно-Західного округу залізниць.
У листопаді 1947 — липні 1950 року — начальник Приволзького округу залізниць.
У 1950 році був знятий з посади, оскільки працював разом із ключовими обвинуваченими у «Ленінградській справі» і його прізвище також згадувалося в багатьох протоколах допитів. Також був переведений із членів ВКП(б) у кандидати в члени партії.
З липня 1950 по 1954 рік працював головним інженером Фаянсівського відділення Московсько-Київської залізниці.
Поновлений в членах КПРС у 1953 році.
У лютому 1954 — серпні 1957 року — 1-й заступник начальника Омської залізниці.
У серпні 1957—1959 роках — начальник Омської залізниці.
У 1959—1961 роках — начальник Красноярської залізниці.
У травні 1961 — квітні 1964 року — начальник Східно-Сибірської залізниці в місті Іркутську.
Закінчив Всесоюзний заочний інститут інженерів залізничного транспорту, здобув спеціальність інженера-електромеханіка дорожнього господарства.
У квітні 1964 — грудні 1968 року — начальник Головного управління вагонного господарства Міністерства шляхів сполучення СРСР.
З грудня 1968 року — персональний пенсіонер. Продовжив працювати науковим співробітником Всесоюзного науково-дослідного інституту залізничного транспорту. Проживав у Москві.
Помер 1 липня 1978 року від інфаркту, що трапився на прогулянці біля своєї дачі в Крилатському на березі Москви-ріки (нині оздоровчий комплекс ВАТ «Російська залізниця» «Рубльово»). Похований в Москві на Кунцевському цвинтарі (дільниця 10).

## Звання
- генерал-директор тяги IІ рангу (1943)
- генерал-директор тяги I рангу (25.05.1949)

## Нагороди
- Герой Соціалістичної Праці (5.11.1943)
- три ордени Леніна (23.11.1939, 5.11.1943, 1.08.1959)
- орден Вітчизняної війни І ст. (29.07.1945)
- два ордени Трудового Червоного Прапора (21.07.1942)
- орден «Знак Пошани» (4.08.1966)
- медаль «За оборону Ленінграда»
- медаль «За доблесну працю у Великій Вітчизняній війні 1941—1945 рр.»
- медаль «За трудову доблесть» (31.07.1954)
- дві золоті медалі ВДНГ
- медалі
- три знаки «Почесний залізничник»